# Frans
Frans település Franciaországban, Ain megyében. Lakosainak száma 2547 fő (2022. január 1.). Frans Ars-sur-Formans, Beauregard, Chaleins, Fareins, Jassans-Riottier, Misérieux és Sainte-Euphémie községekkel határos.

## Népesség
A település népességének változása:
| Lakosok száma | 528  | 1000 | 1549 | 1929 | 2087 | 2265 | 2351 | 2423 | 2417 | 2547 |
|               | 1968 | 1982 | 1990 | 2006 | 2013 | 2015 | 2017 | 2019 | 2020 | 2022 |